# 톰 버틀러
톰 버틀러(Tom Butler, 1951년 1월 1일 ~ )는 캐나다의 배우이다.
오타와에서 태어났다.

## 출연 작품
- 수퍼 소닉 3 (2024년) - 월터스 역
- 그레이의 50가지 그림자 (2015년) - WSU 대학 총장 역
- 딕 노스트 쇼 (2013년)
- A-특공대 (2010년)
- 안드로메다의 위기 (2008년)
- 댓 원 나잇 (2007년)
- 코드 네임 - 클리너 (2007년)
- 더블 타겟 (2007년)
- 페인킬러 제인 (2007년)
- 만사가 귀찮아 (2006년)
- 스네이크 온 어 플레인 (2006년) - 캡틴 샘 맥키온 역
- 미라클 (2004년)
- 어 데이트 위드 다크니스: 더 트라이얼 앤 캡처 오브 앤드류 러스터 (2003년) - 로저 다이아몬드 역
- 프레디 VS 제이슨 (2003년)
- 푸시캣 클럽 (2001년)
- 이브는 대단해 (2000년) - 필 역
- 네고시에이터 2 (2000년)
- 기적의 생존자 (1998년)
- 사이버 킬러 (1998년)
- 도박의 위험 (1997년)
- 사랑의 기도 (1997년)
- 써드 트윈 (1997년)
- 로빈 오브 락슬리 (1996년)
- 인스팅트 (1996년)
- 킬링 포인트 (1996년)
- 레인저 (1995년)
- 레드 선 라이징 (1994년)
- 의혹의 함정 (1993년) - D.A. 헤스 역
- 어니스트 5 - 돌아오다 (1993년)
- 스캐너스 2 (1991년)
- 히틀러의 딸 (1990년)
- 아름다운 오해 (1989년)
- 소리없는 사랑 (1989년)
- 밀크 앤 허니 (1988년)
- 성공 전선 이상 없다 (1986년)

### 텔레비전
- 제3의 눈 (1995)
- 시크릿 서클 (2011)
- 킬링 (2011-12)
- 인트루더스 (2014, Intruders)
- 그레이스 포인트 (2014, Gracepoint)